# Юлиус Фридрих фон Вюртемберг-Вайлтинген
Юлиус Фридрих фон Вюртемберг-Вайлтинген (на немски: Julius Friedrich von Württemberg-Weiltingen; * 3 юни 1588, Монбеляр; † 25 април 1635, Страсбург) от Дом Вюртемберг, е херцог и основател на Вюртемберг-Вайлтинген.

## Живот
Той е третият син на херцог Фридрих I фон Вюртемберг (1557 – 1608) и съпругата му Сибила фон Анхалт (1564 – 1614), дъщеря на княз Йоахим Ернст фон Анхалт от династията Аскани. Неговите по-големи братя са Йохан Фридрих (1582 – 1628), херцог на Вюртемберг, и Лудвиг Фридрих (1586 – 1631), херцог на Вюртемберг-Монбеляр. По-малките му братя са Фридрих Ахилес (1591 – 1631), херцог на Вюртемберг-Нойенщат, и Магнус (1594 – 1622), херцог на Вюртемберг-Нойенбюрг.
На 28 май 1617 г. той получава от братята си господствата Вайлтинген и Бренц ан дер Бренц и депутат на господството Хайденхайм и годишен апанаж от 15 000 гулдена. Той се установява във Вайлтинген и от 1631 г. води регентството за своя племенник Еберхард III, син на херцог Йохан Фридрих от Вюртемберг.
След битката при Ньордлинген (1634) той бяга с цялата вюртембергска херцогска фамилия в Страсбург, където умира следващата година.

## Фамилия
Той се жени в Зондербург на 11 декември 1618 г. за принцеса Анна Сабина фон Шлезвиг-Холщайн-Зондербург (1593 – 1659), дъщеря на херцог Йохан фон Шлезвиг-Холщайн-Зондербург. Те имат девет деца:
- Родерих (1618 – 1651), херцог на Вюртемберг-Вайлтинген
- Юлия Фелицитас (1619 – 1661)

∞ 1640 херцог Йохан фон Шлезвиг-Холщайн-Готорп (1606 – 1655)
- Силвиус I Нимрод (1622 – 1664), херцог на Вюртемберг-Юлиусбург

∞ 1647 принцеса Елизабет Мария фон Мюнстерберг-Оелс (1625 – 1686)
- Флориана Ернестине (1623 – 1672)

∞ 1657 граф Фридрих Крафт фон Хоенлое-Пфеделбах (1623 – 1681)
- Фаустина Мариана (1624 – 1679)
- Манфред I (1626 – 1662), херцог на Вюртемберг-Вайлтинген

∞ 1652 графиня Юлиана фон Олденбург (1615 – 1691)
- Юлиус Перегринатиус (1627 – 1645)
- Суено Мартиалис Еденолф (1629 – 1656)
- Амадея Фредония (1631 – 1633)